# Boonchu Rojanasathien
Boonchu Rojanasathien (Alternativname: Boonchu Rojanastien; Thai: บุญชู โรจนเสถียร, RTGS: Bunchu Rotchanasathian; chinesisch 黃聞波; * 20. Januar 1921 in der Provinz Chon Buri; † 19. März 2007 in Bangkok) war ein thailändischer Banker und Politiker der Demokratischen Partei (DP), der Sozialen Aktionspartei (SAP) sowie der Palang-Dharma-Partei (PDP), der unter anderem zwischen 1975 und 1976 Finanzminister und von 1980 bis 1981 sowie erneut zwischen 1992 und 1994 Vize-Ministerpräsident war.

## Leben
Boonchu Rojanasathien war ein chinesischstämmiger Thailänder, dessen Vater als Zimmermann aus China eingewandert und später als Bauunternehmer tätig war. Nach dem Besuch der Xinmin School absolvierte er ein Studium im Fach Rechnungswesen an der Thammasat-Universität. Nach Abschluss des Studiums eröffnete er zunächst eine eigene Buchhaltungsfirma und wechselte danach 1953 zur Bangkok Bank, die 1944 von Chin Sophonpanich gegründet wurde. In den folgenden Jahren stieg er zum Geschäftsführenden Vizepräsidenten der Bangkok Bank auf und war in den 1950er auch ein maßgeblicher Unterstützer linksgerichteter Journalisten. Am 25. September 1972 führte er in Washington, D.C. Gespräche mit dem Staatssekretär für Politische Angelegenheiten im US-Außenministerium U. Alexis Johnson über die Sicherheit in Thailand. Nachdem er zunächst Mitglied der Demokratischen Partei DP (Phak Prachathipat) war, gehörte er 1974 neben Kukrit Pramoj zu den Mitgründern der der Sozialen Aktionspartei SAP (Phak Kit Sangkhom).
1975 wurde Boonchu Rajanasathien in der Provinz Prachin Buri für die SAP zum Mitglied des Repräsentantenhauses (Sapha Phu Thaen Ratsadon Thai) gewählt, des Unterhauses der Nationalversammlung (Ratthasapha Thai). Nachdem Kukrit Pramoj am 14. März 1975 das Amt des Ministerpräsidenten übernommen hatte, übernahm er im Kabinett Kukrit, der 36. Regierung Thailands, vom 17. März 1975 bis zum 12. Januar 1976 das Amt des Finanzministers. Im Anschluss war er zwischen 1977 und 1980 Präsident der Bangkok Bank. Im ersten Kabinett von General Prem Tinsulanonda, der 42. Regierung, übernahm er am 12. März 1980 den Posten als einer der Vize-Ministerpräsidenten. Diesen hatte er bis zum 11. März 1981 inne und wurde danach von Prachuab Soontarangkul abgelöst. Als Vize-Ministerpräsident war er maßgeblich für die Wirtschaftspolitik verantwortlich und legte mit Zustimmung von Ministerpräsident Prem ein makroökonomisches Programm vor, das auch Anerkennung bei ausländischen Bankern fand.
Nachdem er sich 1983 aus der Politik zurückgezogen hatte, wurde Boonchu Präsident der Siam City Bank. 1986 übernahm er die Funktion als Vorsitzender der Kijprachakhom Partei sowie später als stellvertretender Vorsitzender der Ekaphap Partei. 1992 löste er Chamlong Srimuang als Vorsitzender der von diesem 1988 gegründeten Palang-Dharma-Partei (PDP) ab. Am 29. September 1992 wurde er im ersten Kabinett von Ministerpräsident Chuan Leekpai, der 53. Regierung Thailands, erneut Vize-Ministerpräsident und bekleidete dieses Amt bis zum 25. Oktober 1994, woraufhin Chamlong Srimuang seine Nachfolge antrat. Zuletzt war er bis 1998 Vorsitzender des Haushaltsausschusses des Repräsentantenhauses.